# Sarcophyton boletiforme
Sarcophyton boletiforme is een zachte koraalsoort uit de familie Alcyoniidae. De koraalsoort komt uit het geslacht Sarcophyton. Sarcophyton boletiforme werd in 1958 voor het eerst wetenschappelijk beschreven door Tixier-Durivault. 